# Morpho aureola
Morpho aureola är en fjärilsart som beskrevs av Hans Fruhstorfer 1913. Morpho aureola ingår i släktet Morpho och familjen praktfjärilar. Inga underarter finns listade i Catalogue of Life.